# Геликоприон
Геликоприо́н (лат. Helicoprion) — вымерший род хрящевых рыб каменноугольного, пермского и триасового периодов рода геликоприон отряда евгенеодонтообразных.
Впервые описан А. П. Карпинским в 1899 году. Основой для описания послужила так называемая зубная спираль, найденная в окрестностях Красноуфимска Пермской губернии в 1897 году краеведом А. Г. Бессоновым. На основании строения зубов Карпинский отнёс животное к эдестидам, акулоподобным (или химероподобным) палеозойским рыбам, но позже её отнесли к евгенеодонтам.

## История

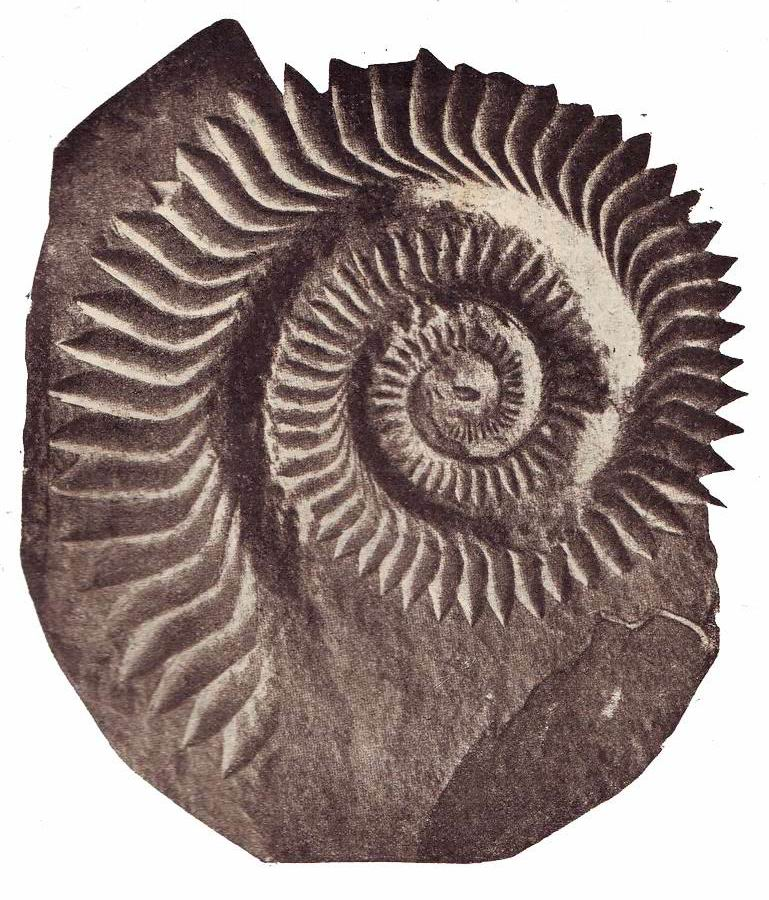
Зубная спираль Helicoprion bessonowi

Найденная «зубная спираль» оказалась загадочным образованием. А. П. Карпинский предположил, что спираль располагалась на носу рыбы. Это мнение сохранялось в литературе до 1960-х годов (см. учебник «Основы палеонтологии»).
Предлагались и альтернативные гипотезы — например, спираль могла находиться на переднем спинном или на хвостовом плавнике. Существовало предположение, что спираль могла быть подвижной (схожей с циркулярной пилой).
Геликоприон был представлен со спиралью на нижней челюсти в руководстве по палеонтологии К. А. Циттеля (1902), где спираль геликоприона названа симфизной.
В 1930-х годах были описаны остатки челюстей близкородственной эдестиды саркоприона. У этой рыбы из пермских отложений Гренландии зубная спираль находилась на симфизе нижней челюсти, в специальной полости.
В 1966 году С. Бендикс-Альмгрен на основании прекрасно сохранившихся материалов из нижней перми США показал, что спирали геликоприона располагались на симфизе нижней челюсти, крепились на непарный базимандибулярный хрящ и в большей своей части были заключены в хрящевой «футляр», образованный симфизной частью парных меккелевых хрящей.
Не вполне ясно, как именно росла спираль. Первоначально считалось, что самые крупные зубы — самые новые и, соответственно, располагались ближе к месту крепления «спирали» на челюсти (нижняя челюсть могла быть загнута вниз). Академик Л. П. Татаринов считал это маловероятным — скорее всего, зубы росли от центра спирали, и самые мелкие зубы — самые молодые. Это подтверждается направлением «шпор» на зубах — у всех родственных видов они направлены назад. По мере роста более крупные старые зубы выталкивались вперёд и сбрасывались. Спираль была «упакована» в симфизную полость и снаружи были видны лишь крупные «старые» зубы. Верхняя челюсть имела обычное строение, ростр мог быть довольно длинным.
В 2008 году была опубликована гипотеза американского палеонтолога Р. Пруди о размещении спирали в районе глотки. Он предположил, что спираль представляет собой глоточные зубы, при этом снаружи она была не видна. Он обосновывает своё предположение отсутствием следов износа на зубах, а также соображениями гидродинамики.

## Описание

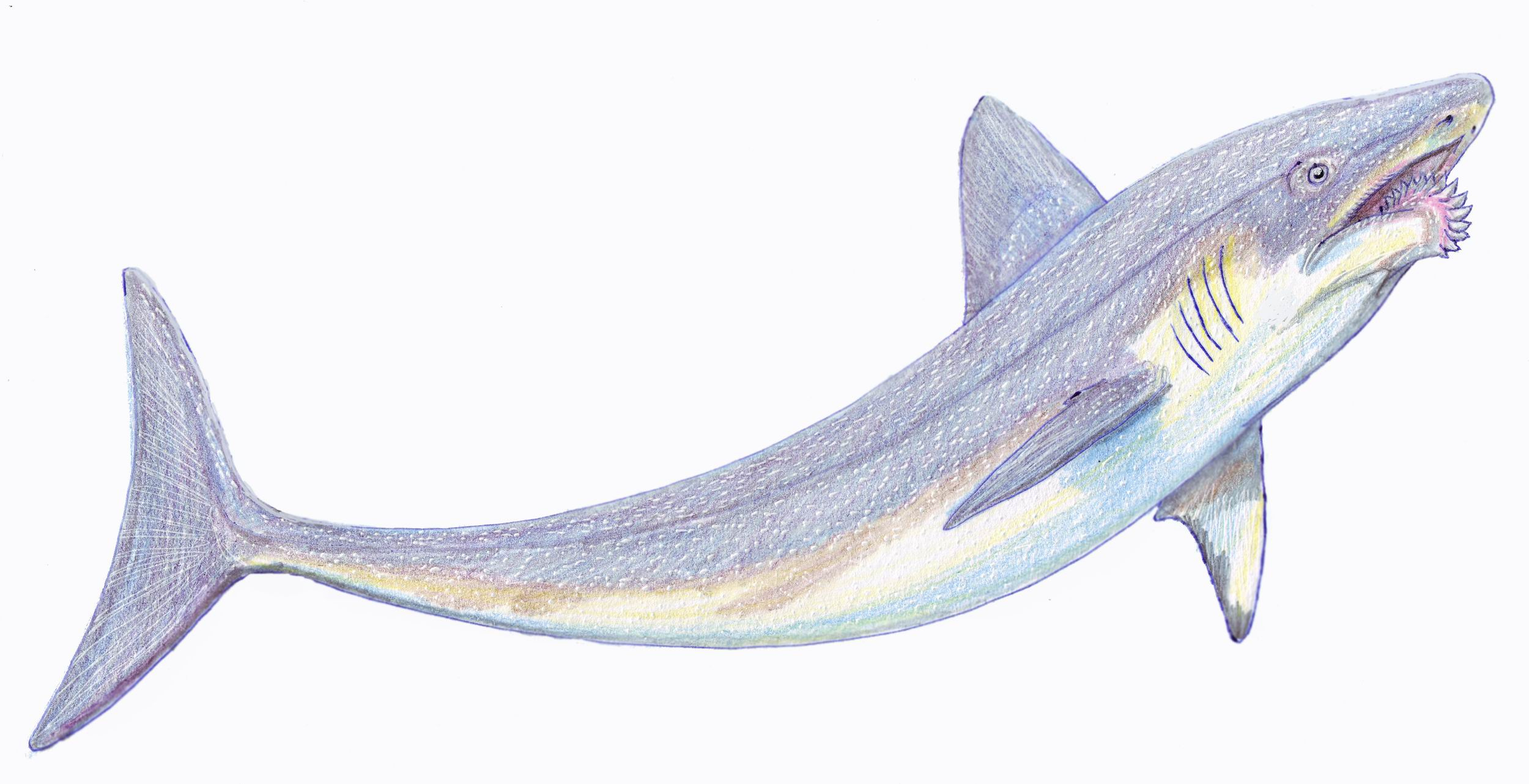
Helicoprion ferreri из ранней перми США. Реконструкция в варианте с короткой мордой

Зубная спираль геликоприона (Helicoprion bessonowi) — одна из самых загадочных окаменелостей пермского периода. Она представляет собой серию острых зубов-лезвий, имеющих общий спирально-свернутый корень с 80–190 зубами.
Однако совсем недавно ученым-палеонтологам удалось установить внешний облик геликоприона. Были обнаружены хорошо сохранившие окаменелости, на которых четко запечатлены верхняя и нижняя челюсти животного. Специалисты с помощью компьютерной томографии воссоздали трехмерный облик палеозойской рыбы. «Зубная спираль» располагалась на нижней челюсти в симфизной области — теперь это известно точно. Зубы имели серрейторную заточку и при закрытии челюстей она разворачивалась вперед, что позволяло эффективно взаимодействовать с поверхностью добычи. По признакам малого износа ученые установили, что геликоприон употреблял в пищу мягкотелую добычу.
У близкого рода фадения нет анального и брюшных плавников, хвостовой плавник полулунный симметричный. Интересно, что у многих евгенеодонтов (а к этой группе относят и эдестид, и геликоприонид) помимо зубной спирали на симфизе есть и ряды давящих зубов на челюстях. Такое сочетание формы тела пелагической рыбы и давящих зубов кажется весьма странным. Поэтому предположение, что геликоприон «выпахивал» моллюсков из морского дна может быть ложным. Не исключено, что геликоприон и родственные ему формы питались аммонитами. В таком случае спираль позволяла, например, обрезать щупальца, а челюстные зубы — раздавить раковины. Но, возможно, геликоприоны питались рыбой (спираль наносила жертве серьёзные раны, а остальные зубы позволяли съесть толсточешуйную добычу). Спирали на зубном симфизе известны у акантод и саркоптеригий, но ни у одной другой рыбы спираль не является столь развитой (2–3 оборота). Современные рыбы не дают нам никакого примера подобного зубного оснащения.
Диаметр спирали типового вида геликоприона достигал 25 см. Это предполагает длину всей рыбы около 2–3 метров. В литературе описаны спирали до 90 см в диаметре. Длина их владельца могла доходить до 9–12 метров.

## Классификация
В семейство Agassizodontidae (Helicoprionidae) относят примерно 6 родов, распространённых от раннего карбона до поздней перми всех материков. Описаны 6–7 видов, из ранней — поздней перми Европы, Азии, Австралии и Северной Америки. Типовой вид — Helicoprion bessonowi из ранней перми (артинского яруса) Приуралья.

## В произведениях искусства и в массовой культуре

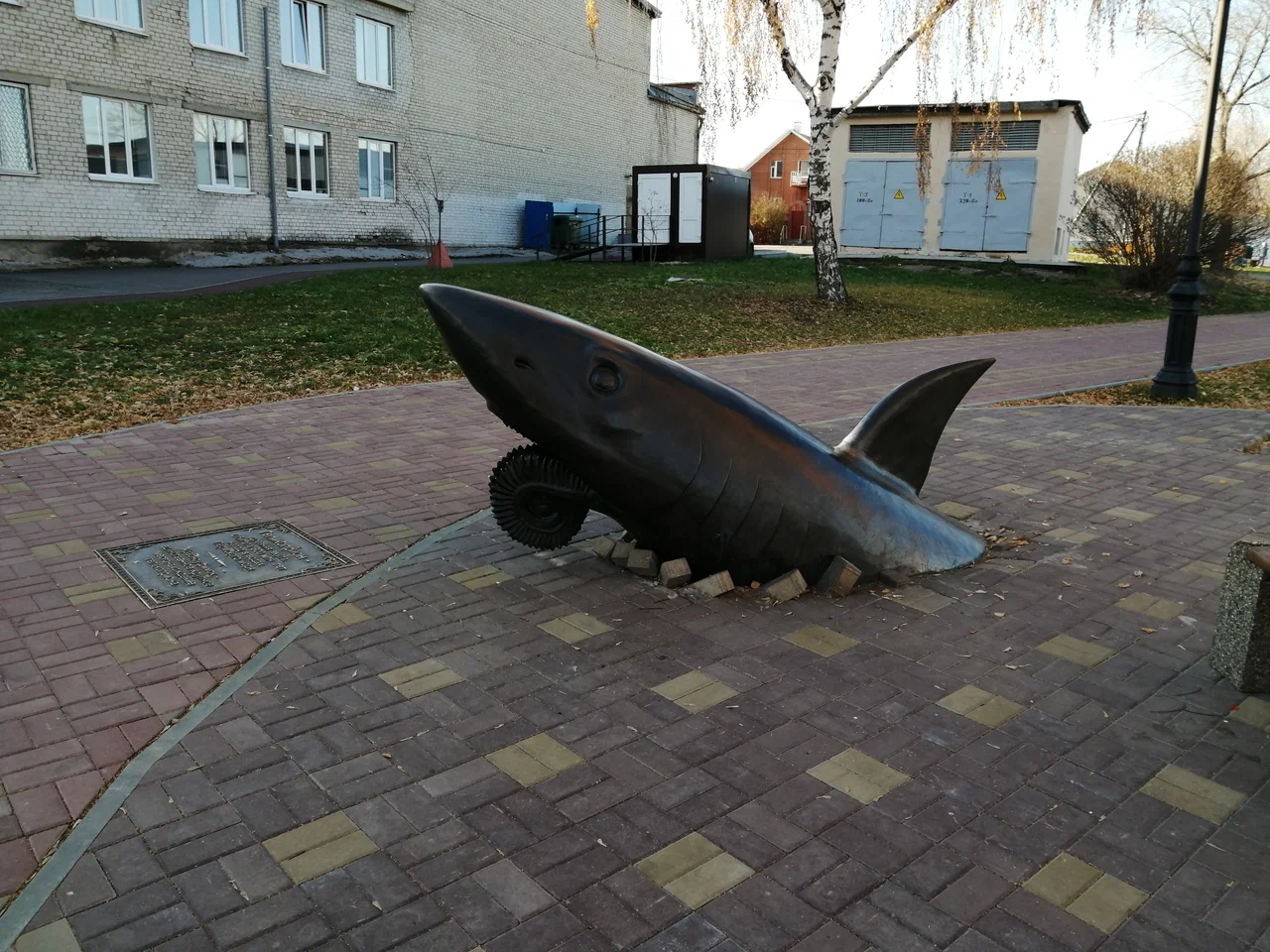
Памятник геликоприону в городе Красноуфимск

Единственная в мире скульптура геликоприона установлена в городе Красноуфимск, Свердловской области, Российская Федерация. Отлитый из металла памятник акуле-геликоприону установлен на набережной реки Уфа, возле центра культуры и досуга городского округа Красноуфимск. Геликоприон присутствовал в игре Hungry Shark World. Так же геликоприон присутствовал в виде босса в гидротермальных источниках игры Dave the diver.
Реконструкция одной из версий прижизненного облика и отпечаток зубной спирали геликоприона Бессонова (Helicoprion bessonovi Karpinsky, 1899) изображены на оборотной стороне сувенирной банкноты «Пермский краеведческий музей: пермский период» серии «Музеи. Память о веках», выпущенной в 2024 году в рамках совместного проекта Пермской печатной фабрики – филиала АО «Гознак» и Пермского краеведческого музея к 300-летию Перми и 135-летию музея.